# Murganhal (Oeiras)
Murganhal é um lugar situado no centro do Município de Oeiras, no extremo nordeste da sua freguesia sede. A sua localização e acessibilidades (A5 e nó da CREL) levaram a que se tenha expandido para além do bairro Francisco de Sá Carneiro, de habitação social, para outros de baixa densidade como o Bairro São João de Deus. O ponto de maior interesse da localidade é o Hospital Prisão São João de Deus, de finais do século XIX, que em 1916 foi transformado em prisão e usada no Estado Novo enquanto prisão política. Limita a oeste com Laveiras e Pedreira Italiana (donde se encontram as origens do seu topónimo, enquanto local que alberga restos de algo colhido ou extraído), a norte com Leceia e Queijas, a leste com o Jamor e a sul com Caxias (tendo sido parte da sua freguesia).